# Maurice Martel
Pour les articles homonymes, voir Martel.
Maurice Martel, né le 29 octobre 1936 à Québec et mort à Sorel-Tracy le 1er décembre 2015, est un pharmacien et homme politique québécois. Il est député de la circonscription de Richelieu de 1966 à 1970 pour l'Union nationale et de 1976 à 1985 pour le Parti québécois.

## Biographie
Ce pharmacien de Sorel s'est lancé en politique en tant que député de Richelieu sous la bannière de l'Union nationale, puis du Parti québécois. Il occupe la fonction de ministre du Revenu du 20 décembre 1984 au 12 décembre 1985 au sein des gouvernements Lévesque et Pierre Marc Johnson. Il est défait à l'occasion des élections générales de 1985.
Un pont de l'autoroute de l'Acier (A-30) surplombant la rivière Richelieu à Sorel-Tracy est nommé « Pont Maurice-Martel » en 2017. 